# 篠山警察署

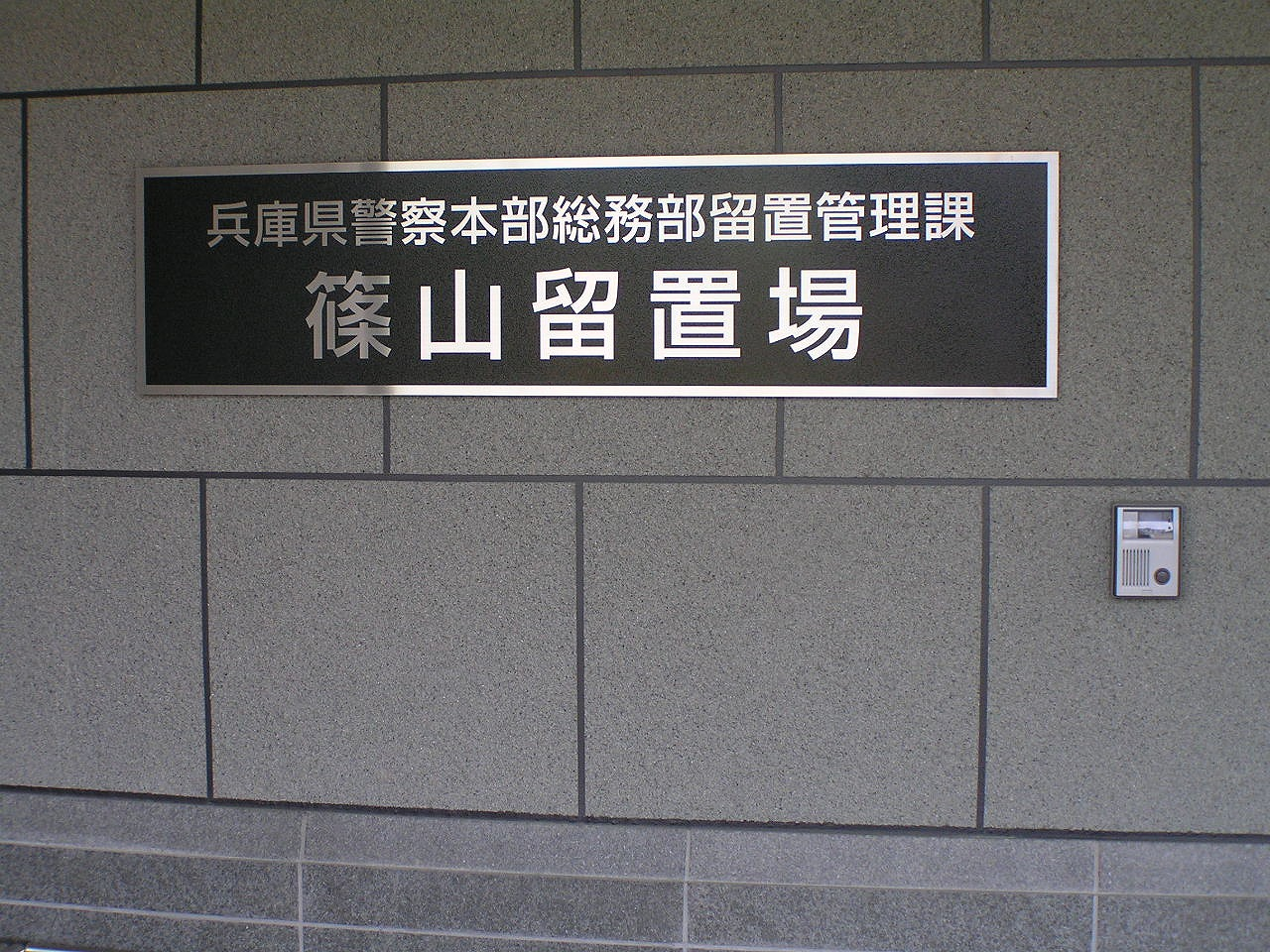
篠山留置所

篠山警察署（ささやまけいさつしょ）は、兵庫県警察が管轄する警察署である。2019年（令和元年）5月1日に市名が「篠山市」から「丹波篠山市」へ変更されたが、警察署名は変更されていない。

## 管轄区域
- 丹波篠山市

## 所在地
- 兵庫県丹波篠山市郡家403番地18

## 沿革
- 2006年（平成18年）1月23日より現在の所在地に移転。窓口業務を開始。

## 交番
- 篠山交番（丹波篠山市黒岡501-4）
- 篠山口駅前交番（丹波篠山市大沢１丁目23-1）

## 駐在所
- 畑駐在所 （丹波篠山市畑宮427-5）
- 雲部駐在所 （丹波篠山市西本荘451-2）
- 日置駐在所 （丹波篠山市日置416）
- 後川駐在所 （丹波篠山市後川上330）
- 大芋駐在所 （丹波篠山市中488）
- 村雲駐在所 （丹波篠山市小田中75-2）
- 福住駐在所 （丹波篠山市福住354-1）
- 草山駐在所 （丹波篠山市本郷116-1）
- 河内駐在所 （丹波篠山市宮田220）
- 大山駐在所 （丹波篠山市大山新96-1）
- 杉駐在所 （丹波篠山市杉298-4）
- 城南駐在所 （丹波篠山市小枕104-5）
- 古市駐在所 （丹波篠山市古市12）
- 今田駐在所 （丹波篠山市今田町下小野原109-4）

## その他
- 篠山市（現丹波篠山市）は2007年、交通死亡事故が増加したことから、2008年「交通安全対策重点推進地域」及び「高齢者交通事故防止モデル地区 」として兵庫県交通安全対策委員会より指定された。高齢者交通事故防止対策として、運転免許証の自主返納制度の普及促進および高齢者を対象とした「参加・体験・実践型の交通安全教室のな開催等に取り組んでいる。

- また、管内の刑法犯罪は、2007年までは5年連続の減少傾向にあったが、2008年に入り、2月末で、窃盗犯罪が若干の増加傾向にある。